# Dr. Parnassus
Dr. Parnassus (titlu original: The Imaginarium of Doctor Parnassus) este un film fantastic de mister de aventuri britanico-canadiano-franțuzesc din 2009. A fost scris și regizat de Terry Gilliam.  Rolurile principale au fost interpretate de actorii Heath Ledger, Christopher Plummer, Verne Troyer, Andrew Garfield, Lily Cole, Tom Waits, Johnny Depp, Colin Farrell și Jude Law. Scenariul este scris de Gilliam și Charles McKeown.

## Distribuție
- Heath Ledger - Tony Shepard[15]
  - Johnny Depp - Tony (prima transformare)
  - Jude Law - Tony (a doua transformare)
  - Colin Farrell - Tony (a treia transformare)
- Christopher Plummer - Doctor Parnassus
- Andrew Garfield - Anton
- Verne Troyer - Percy
- Lily Cole - Valentina
- Tom Waits - Mr. Nick
- Paloma Faith - Sally
- Gwendoline Christie - Cumpărătoare
- Peter Stormare - Președinte
- Charles McKeown - Fairground Inspector
- Maggie Steed - Louis Vuitton Woman
- Mark Benton - Dad
- Simon Day - Unchiul Bob
- Richard Riddell - Martin
- Montserrat Lombard - prietenul lui Sally

## Producție
Filmările au început în decembrie 2007 la Londra. Cheltuielile de producție s-au ridicat la 30 milioane $.

## Lansare și primire
A avut încasări de 64,4 milioane $.